# 오르소마르소 SC
오르소마르소 SC(스페인어: Orsomarso Sportivo Clube)는 콜롬비아 바예델카우카주 팔미라를 연고로 하는 축구단이다. 2012년 12월 7일에 창단되었으며, 카테고리아 프리메라 B에 참가하고 있다.